# Matthias Sammer
Matthias Sammer (* 5. September 1967 in Dresden) ist ein deutscher Fußballfunktionär, ehemaliger Fußballspieler und Fußballtrainer.
Sammer war als aktiver Fußballspieler von 1986 bis 1997 Nationalspieler, zuerst in der DDR, nach der deutschen Wiedervereinigung in der bundesdeutschen Nationalmannschaft. Er spielte für die Vereine SG Dynamo Dresden, VfB Stuttgart, Inter Mailand sowie Borussia Dortmund. Im Jahr 1996 wurde er mit dem Ballon d’Or als „Europas Fußballer des Jahres“ ausgezeichnet.
In seiner Spielerkarriere gewann Sammer in den 1990er Jahren nahezu alle wichtigen Titel im europäischen Fußball. Er war Champions-League-Sieger, Weltpokalsieger und dreimal Deutscher Meister. Mit der deutschen Nationalmannschaft wurde er 1996 Europameister. Als Fußballtrainer gewann er 2002 mit Borussia Dortmund die deutsche Meisterschaft als bis heute jüngster Trainer überhaupt. Sammer ist zudem einer von neun Akteuren in der Geschichte der Fußball-Bundesliga, die sowohl als Spieler als auch als Trainer Deutscher Fußballmeister wurden.
Matthias Sammer war von 2006 bis 2012 Sportmanager des Deutschen Fußball-Bundes. Vom 2. Juli 2012 bis 10. Juli 2016 war er Sportvorstand der FC Bayern München AG sowie verantwortlich für Nachwuchskoordination und Talentförderung.

## Karriere als Spieler

### Anfangsjahre bei Dynamo Dresden

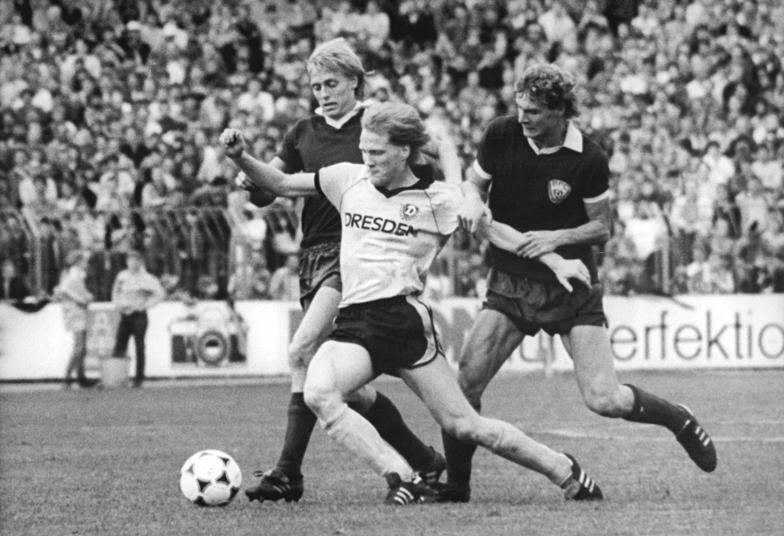
Sammer (helles Trikot) 1988 im Spiel Dynamo Dresden gegen BFC Dynamo

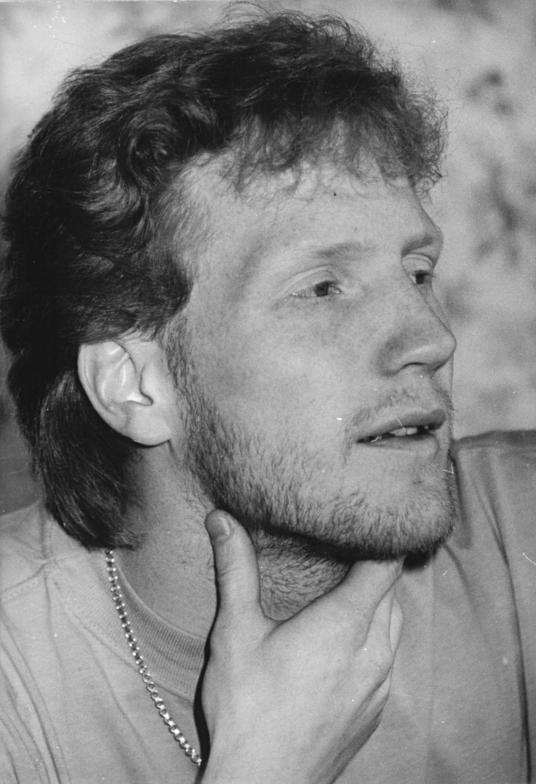
Sammer 1990 bei Dynamo Dresden

Matthias Sammer begann als Neunjähriger 1976, in der Kindermannschaft der SG Dynamo Dresden Fußball zu spielen. Er setzte damit die Tradition seines Vaters Klaus Sammer fort, der von 1965 bis 1975 ebenfalls bei Dynamo Dresden gespielt hatte. Bis 1985 durchlief Matthias Sammer alle Nachwuchsmannschaften der Dresdner, zuletzt spielte er für Dynamo Dresden in der Junioren-Oberliga. 1985 wurde er mit der Dynamo-Juniorenmannschaft DDR-Meister und Pokalsieger. Seinen Einstand in der Oberligamannschaft der Männer gab er als knapp 18-Jähriger in der Saison 1985/86. Am 2. Saisonspieltag der höchsten Spielklasse des DDR-Fußballverbandes, dem 24. August 1985, wurde er unter seinem Vater als Trainer in der Begegnung 1. FC Magdeburg – Dynamo Dresden (2:3) in den letzten acht Schlussminuten eingesetzt. Während dieser Saison wurde er zwar in 18 Oberligapunktspielen eingesetzt, absolvierte jedoch nur sechs Spiele über die vollen 90 Minuten. Trotzdem wurde er, stets als Stürmer eingesetzt, mit acht Treffern zweitbester Torschütze seiner Mannschaft hinter Ralf Minge (9).
Im Jahre 1986 trat er ins Wachregiment „Feliks Dzierzynski“ des Ministeriums für Staatssicherheit ein, dessen Chef Erich Mielke Vorsitzender der Sportvereinigung Dynamo war. Der tatsächlich geleistete Dienst beschränkte sich auf den Tag der Einkleidung und den der Auskleidung, was Sammer erlaubte, seine Spielerkarriere fortzusetzen, während ihm bei Ableistung des Wehrdienstes in der Nationalen Volksarmee dies nicht möglich gewesen wäre. Er wurde im Rahmen seines Dienstes nie zu MfS-typischen Spitzeldiensten herangezogen, sondern war in geringem Umfang selbst Gegenstand der Beobachtung. Am 19. März 1986 war er Teil der Dresdner Mannschaft im – als Wunder von der Grotenburg bekannten und später vom Fachmagazin 11 Freunde zum größten Fußballspiel aller Zeiten gewählten – Europapokalspiel gegen Bayer 05 Uerdingen (heute KFC Uerdingen) (Ergebnis: 7:3 für Uerdingen). 1986/87 hatte sich Sammer, nun unter Trainer Eduard Geyer, bereits als Linksaußenstürmer mit 20 Oberligaeinsätzen einen Stammplatz erkämpft, diesmal reichten sieben Tore zum Torschützenkönig der Dresdner. Im Laufe der Saison 1987/88 wurde Sammer von Trainer Geyer in das Mittelfeld zurückbeordert, was ihn nicht daran hinderte, mit acht Punktspieltoren weiterhin zu Dynamos besten Torschützen zu gehören. Mit 25 Einsätzen absolvierte Sammer in der Saison 1988/89 seine meisten Oberligapunktspiele seiner Karriere und gewann mit der DDR-Meisterschaft seinen ersten Titel im Männerbereich.
Seine erfolgreichste DDR-Oberliga-Saison und seine zugleich letzte im DDR-Spielbetrieb absolvierte Sammer 1989/90. Er holte mit Dynamo Dresden das Double, Meisterschaft und Pokalsieg. Während seiner fünf Spielzeiten in der DDR-Oberliga kam er dort auf 102 Einsätze und erzielte dabei 39 Tore. Sein größter internationaler Erfolg mit Dynamo war das Vordringen bis in das UEFA-Pokalhalbfinale der Saison 1988/89. Sammer bestritt insgesamt 20 Europapokalspiele für die SG Dynamo Dresden, in denen er zwei Tore schoss.

### Vereinskarriere in Stuttgart, Mailand und Dortmund
Im Rahmen der politischen Wende verließ Sammer im Sommer 1990 den inzwischen umbenannten 1. FC Dynamo Dresden und wechselte zum VfB Stuttgart. Zuvor hatte er bei Bayer 04 Leverkusen einen Vorvertrag, der jedoch wieder aufgelöst wurde. Beim VfB bestritt er 63 Bundesligaspiele (20 Tore), drei Europapokalspiele (ein Tor) und wurde 1992 mit der Mannschaft von Trainer Christoph Daum deutscher Meister.
Für wenige Monate spielte Sammer in der Saison 1992/93 für den italienischen Club Inter Mailand. In elf Spielen erzielte er vier Tore in der Serie A, wurde dort jedoch nicht glücklich und nahm deshalb ein Angebot von Borussia Dortmund an, das ihn in der Winterpause dieser Spielzeit in die deutsche Bundesliga zurückführte.
Dort begann er auf seiner bis dahin für ihn typischen Spielposition als Mittelfeldspieler. Sein erstes Spiel für Borussia Dortmund bestritt er am 20. Februar 1993 gegen den VfL Bochum, in dem er das Siegtor zum 1:0-Endstand erzielte. In der darauffolgenden Spielzeit 1993/94 wurde Sammer von Trainer Ottmar Hitzfeld zunehmend in der Rolle des Liberos eingesetzt. Diese zunächst als Notlösung erscheinende Variante erwies sich dank Sammers Zweikampfstärke und Antizipationsfähigkeit als sehr erfolgreich. Der für die Spielzeit 1994/95 eigentlich für die Position des Liberos verpflichtete Brasilianer Julio Cesar wurde nach einigen wenig überzeugenden Partien auf dieser Position fortan als linker Verteidiger eingesetzt, und Sammer kehrte auf die Liberoposition zurück, auf der er ab 1996 auch in der Nationalmannschaft auflief.
Seine Zeit bei Borussia Dortmund (115 Erstligaspiele/21 Tore und 27 Europapokalpartien ohne Tor) war sehr erfolgreich. Unter Trainer Ottmar Hitzfeld gewann er zwei weitere Meisterschaften (1995 und 1996), 1997 nach einem 3:1-Finalsieg gegen Juventus Turin im Münchner Olympiastadion die UEFA Champions League und im selben Jahr nach einem Sieg gegen Cruzeiro Belo Horizonte den Weltpokal.

### Nationalmannschaften
Sammer gehörte schon als Jugendspieler zum Kader der Nachwuchsvertretungen des DFV und repräsentierte von der U-16 bis hin zum Übergang in den Männerbereich mit der U-21 in den jeweiligen Altersklassen den ostdeutschen Fußball im Nationaltrikot. Mit der U-19-Auswahl wurde der Dresdner Junioreneuropameister 1986 nach einem 3:1-Finalsieg über Italien. Er brachte seine Mannschaft in der 42. Minute dabei mit 2:1 erstmals in Führung. Ein Jahr später erreichte er mit dem U-20-Nationalteam bei der Junioren-WM 1986 in Chile nach einem 3:1-Sieg über den Gastgeber den 3. Platz, wobei er im kleinen Finale verletzungsbedingt nicht mitwirken konnte.
In der A-Nationalmannschaft der DDR debütierte er am 19. November 1986 im Zentralstadion beim EM-Qualifikationsspiel gegen Frankreich (0:0), in dem er in der 77. Minute eingewechselt wurde. Bis 1988 blieb Sammer Ersatzspieler im Nationalteam, erst danach hatte er sich einen Stammplatz erkämpft. Neben dem EM-Qualifikationsspiel 1986 bestritt er 1988 und 1989 auch sieben der acht ausgetragenen WM-Qualifikationsspiele. Bis 1990 stand er 23-mal in der DDR-Nationalmannschaft und war mit sechs Toren erfolgreich. Er war einer der wenigen Stammspieler, die am 12. September 1990 das letzte Länderspiel der DDR-Nationalmannschaft bestritten. Als Mannschaftskapitän erzielte er beide Tore beim 2:0 im Freundschaftsspiel gegen Belgien in Brüssel.
Mit der Fußballolympiaauswahl der DDR bestritt Sammer 1988 zwei Qualifikationsspiele gegen Portugal (3:0) und Island (3:0), nachdem die DDR bereits die Qualifikation für Seoul 1988 verspielt hatte.
Als erster Spieler aus der DDR wurde er in die gesamtdeutsche Nationalmannschaft unter Berti Vogts berufen. Sein erstes Spiel war am 19. Dezember 1990 gegen die Schweiz in Stuttgart (4:0), sein letztes Spiel am 7. Juni 1997 in Kiew gegen die Ukraine im Rahmen der WM-Qualifikation (0:0). In 51 Spielen für den DFB schoss er acht Tore, seine größten Erfolge waren der Gewinn der Europameisterschaft 1996 in England und die Vizeeuropameisterschaft 1992 in Schweden.
Für seine sportlichen Leistungen erhielt er 1996 von Bundespräsident Herzog das Silberne Lorbeerblatt.

### Ehrungen
Überragende Leistungen bei Borussia Dortmund und bei der Europameisterschaft 1996 brachten Sammer 1996 den Ballon d’Or als „Europas Fußballer des Jahres“ ein. Er ist damit seit 1956 neben Franz Beckenbauer und Fabio Cannavaro einer von bislang nur drei Abwehrspielern, die den Ballon d’Or erhielten. Zu seinen weiteren persönlichen Ehrungen gehört die zweimalige Wahl zu Deutschlands Fußballer des Jahres in den Jahren 1995 und 1996.
2018 wurde Sammer in die erste Elf der „Hall of Fame des deutschen Fußballs“ des Deutschen Fußballmuseums aufgenommen.

### Karriereende
Wegen einer bakteriellen Infektion mit MRSA-Keimen, die er sich bei einer Knieoperation am 13. Oktober 1997 zugezogen hatte und die ihn unter anderem die Teilnahme an der Weltmeisterschaft 1998 in Frankreich kostete, beendete Matthias Sammer im Jahr 1999 seine Laufbahn als Spieler. Er hatte sein letztes Bundesligaspiel am 4. Oktober 1997 bestritten.
Sammers Bilanz beläuft sich auf 291 Erstligaspiele (84 Tore) in der DDR, der Bundesrepublik Deutschland und in Italien sowie 50 Europapokalspiele (drei Tore). Die Zahl seiner Länderspiele – DFV und DFB zusammengerechnet – beträgt 74 (14 Tore).

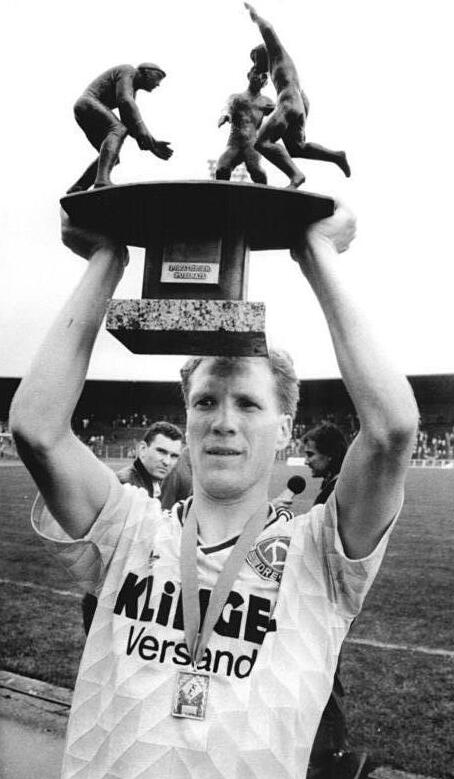
1990: DDR-Pokalsieger

### Erfolge als Spieler

#### Nationalmannschaft
- Europameister: 1996 (DFB)
- Vizeeuropameister: 1992 (DFB)
- U.S. Cup: 1993 (DFB)
- U-18-Europameister: 1986 (DFV)
- 3. Platz U-20-Weltmeisterschaft: 1987 (DFV)

#### Vereine
International
- UEFA-Champions-League-Sieger: 1997 (Borussia Dortmund)
- Weltpokalsieger: 1997 (Borussia Dortmund)

Deutschland
DDR
- DDR-Meister: 1989, 1990 (Dynamo Dresden)
- DDR-Pokalsieger: 1990 (Dynamo Dresden)

BRD
- Deutscher Meister: 1992 (VfB Stuttgart), 1995, 1996 (Borussia Dortmund)
- DFB-Supercup: 1995, 1996 (Borussia Dortmund)

#### Individuelle Auszeichnungen
- Ballon d’Or („Europas Fußballer des Jahres“): 1996
- Deutschlands Fußballer des Jahres: 1995, 1996
- Bester Spieler der Europameisterschaft: 1996
- All-Star-Team der Europameisterschaft: 1996
- Einstufung als Weltklasse in der Rangliste des deutschen Fußballs: Winter 1994/95, Sommer 1995, Winter 1995/96, Sommer 1996

## Trainerlaufbahn

### Borussia Dortmund
Sammer, der im Jahr 2000 seine Trainerlizenz bei einem verkürzten DFB-Sonderlehrgang für ehemalige Nationalspieler erworben hatte, wurde im selben Jahr Cheftrainer von Borussia Dortmund. Er löste Udo Lattek ab, dem er zuvor schon übergangsweise assistiert hatte. Im ersten Jahr unter Sammer erreichte die Mannschaft den dritten Platz in der Bundesliga und qualifizierte sich für die Champions League. Im zweiten Jahr wurde Sammer – wie zuvor schon als Spieler – Deutscher Meister und damit auch jüngster Meistertrainer der Bundesligageschichte. Im selben Jahr, 2002, erreichte er mit der Mannschaft das Endspiel des UEFA-Cup gegen Feyenoord Rotterdam, in dem Dortmund mit 2:3 verlor. Danach ließ der Erfolg jedoch nach: Die Mannschaft konnte in der folgenden Saison 2002/03 den Meistertitel nicht verteidigen und erreichte den dritten Platz. Auch schied sie in der Champions League 2003 schon in der Zwischenrunde aus. In der Saison 2003/04 schaffte die Mannschaft die Qualifikation für die Champions League nicht und musste im UEFA-Cup spielen. Dort schied sie schon in der zweiten Runde aus und belegte in der Bundesliga den sechsten Platz. Daher wurde der eigentlich bis zum Jahr 2006 laufende Trainer-Vertrag zwischen Sammer und der Borussia vorzeitig zum 30. Juni 2004 in „beiderseitigem Einvernehmen“ beendet.

### VfB Stuttgart
Am 31. Mai 2004 unterschrieb Matthias Sammer einen bis 2007 laufenden Vertrag bei seinem ehemaligen Verein VfB Stuttgart, mit dem er am Ende der Spielzeit 2004/05 den Einzug in den Europapokal der nächsten Saison erreichte. Trotz dieser Leistung forderten im Mai 2005 kritische Stimmen seine Entlassung, da die Qualifikation zur Champions League leichtfertig verspielt worden sei. Am 3. Juni 2005 vereinbarten der VfB und Sammer die vorzeitige Auflösung des Vertrages.

### Erfolge als Trainer
- Deutscher Meister: 2002 (Borussia Dortmund)
- UEFA-Pokal-Finalist: 2002 (Borussia Dortmund)

## Funktionär

### DFB-Sportmanager von 2006 bis 2012
Ab dem 1. April 2006 war Sammer als Sportmanager des Deutschen Fußball-Bunds (DFB) tätig. Bei der Besetzung des damals neu geschaffenen Postens erhielt er dabei den Vorzug vor dem vormaligen Hockey-Bundestrainer Bernhard Peters, den der damalige Bundestrainer Jürgen Klinsmann favorisierte. Zusätzlich war Sammer seit 2010 als Nachwuchskoordinator von Seiten des DFB für den Ausbau der Talentförderung zuständig.
Im Januar 2011 wurde Sammer vom Aufsichtsrat des Hamburger SV für den Posten des Sportdirektors umworben. Dabei soll Sammer ein ausgehandelter Vertrag vorgelegt worden sein. Sammer entschied sich jedoch dafür, seinen Vertrag beim DFB zu erfüllen. Der im Juli 2012 vorzeitig aufgelöste Vertrag mit dem DFB lief ursprünglich bis zum 31. März 2016.

### Sportvorstand beim FC Bayern München (2012–2016)
Am 2. Juli 2012 trat Sammer den Posten des Vorstands für Lizenzspielerangelegenheiten beim FC Bayern München an. Nach der zweiten titellosen Saison des FC Bayern in Folge ersetzte er den bisherigen Sportdirektor Christian Nerlinger. Wegen der bevorstehenden Fußball-Europameisterschaft 2012 wurde vereinbart, die Entscheidung erst nach dem Turnier bekanntzugeben. Der DFB erteilte Sammer eine entsprechende Freigabe. In seiner ersten Saison bei den Bayern gewann der Verein das Triple aus Deutscher Meisterschaft, DFB-Pokal und UEFA Champions League. Im März 2014 geriet Sammer in die Kritik, nachdem er den konkurrierenden Vereinen in der Bundesliga mangelhaftes Training vorgeworfen hatte.
Am 10. Juli 2016 wurde Sammers bis 2018 laufender Vertrag als Sportvorstand beim FC Bayern München auf seinen Wunsch hin mit sofortiger Wirkung aufgelöst.
Zuvor hatte Sammer seit Ende April 2016 aufgrund eines leichten Schlaganfalles pausieren müssen. Aus diesem Grund schloss Sammer in der Folgezeit auch immer wieder eine Rückkehr ins operative Geschäft der Fußball-Bundesliga aus. Sammer sagte etwa in einem Interview, dass er „diese Intensität nicht mehr“ wolle.

### Externer Berater bei Borussia Dortmund (seit 2018)
Ende März 2018 wurde bekannt, dass Sammer mit sofortiger Wirkung als externer Berater bei seinem ehemaligen Club Borussia Dortmund verpflichtet wurde. Als solcher berät er die Klubführung um Hans-Joachim Watzke und Sportdirektor Sebastian Kehl bei wichtigen sportlichen Fragen, ohne in das operative Geschäft hineinzuwirken. Sammer, so Watzke, stehe für „ungeschminkte Analysen“ und „eine unbequeme, aber von Vertrauen geprägte Diskussionskultur“. Sammer hatte während seiner Zeit als Sportvorstand beim FC Bayern ein angespanntes Verhältnis zu Funktionären von Borussia Dortmund; Watzke betonte jedoch, dass man „inzwischen wieder vertrauensvoll über Inhalte reden“ könne.

### Erfolge als Funktionär
- FIFA-Fußballweltmeisterschaft, 3. Platz: 2006 (DFB)
- UEFA-Champions-League Sieger: 2013 (FC Bayern München)
- UEFA-Supercup Sieger: 2013 (FC Bayern München)
- FIFA-Club-Weltmeister: 2013 (FC Bayern München)
- Deutscher Bundesliga Meister: 2013, 2014, 2015, 2016 (FC Bayern München)
- DFB-Pokal Sieger: 2013, 2014, 2016 (FC Bayern München)
- DFL-Supercup Sieger: 2016 (FC Bayern München)

## Sonstiges
In den Saisons 2017/18 und 2018/19 war Sammer als Experte für Bundesligaspiele bei Eurosport 2 Xtra tätig. Ab August 2021 wurde er Teil des Experten-Teams der UEFA Champions League auf Amazon Prime Video. Er geht dieser Funktion auch nach der Aufnahme seiner Tätigkeit als externer Berater bei Borussia Dortmund seit Ende März 2018 nach.
Seit September 2018 berät Sammer auch das Kölner Startup Gokixx, welches eine digitale Plattform für Nachwuchsfußballer in Deutschland betreibt.
Er ist Botschafter für kids to life.

## Privates
Matthias Sammer ist der Sohn des DDR-Nationalspielers Klaus Sammer. Der gelernte Maschinen- und Anlagenmonteur ist verheiratet, hat drei Kinder und lebt mit seiner Familie in Grünwald bei München.

## Trivia
Matthias Sammer ist Namenspate des Game-Boy-Spiels Matthias Sammer Soccer.